# Nesovice (stacja kolejowa)
Nesovice – stacja kolejowa w Nesovicach, w kraju południowomorawskim, w Czechach. Znajduje się na wysokości 240 m n.p.m..
Jest zarządzana przez Správę železnic. Na stacji istnieje możliwości zakupu biletów i rezerwacji miejsc. 

## Linie kolejowe
- 340 Brno – Trenčianska Teplá